# Ramón Torres Martínez
Ramón Torres Martínez (* 22. November 1924 in Pachuca de Soto, Hidalgo, Mexiko; † 4. September 2008) war ein mexikanischer Architekt.

## Biografie
Seine Entwürfe in den 1950er-Jahren waren stark vom Architekturstil des Bauhauses geprägt. Zusammen mit Héctor Velázquez Moreno gründete er die Torres y Velázquez Arquitectos y Asociados und war Direktor der Fakultät für Architektur an der Universidad Nacional Autónoma de México (UNAM).

## Auszeichnungen
- 2005 Premio Nacional de Arquitectura
- 2007 „Antonio-Attolini-Lack“-Medaille
- 2007 Ehrenpreis bei der Verleihung des „Iconos de Diseño“, Architectural Digest México